# Fort Richelieu (Sète)
Ne doit pas être confondu avec Fort Richelieu.
Le fort Richelieu est un fort à vocation militaire, situé à Sète dans le département de l'Hérault, en France.

## Historique
La construction de ce fort a commencé, durant le règne de Louis XV, en 1745. Celui-ci, conçu par l'architecte Antoine de Niquet, ingénieur général des fortifications de Provence, de Dauphiné et du Languedoc, a coûté 50 000 livres aux Etats du Languedoc. En 1746, la ville de Sète dispose de 52 canons dont deux soldats et un matelot assurent la veille. 
Il appartient à un ensemble de fortifications installées sur le littoral languedocien au cours du XVIIIe siècle. Il est inscrit au titre des monuments historiques depuis le 10 mai 1996.

## Description

### Site

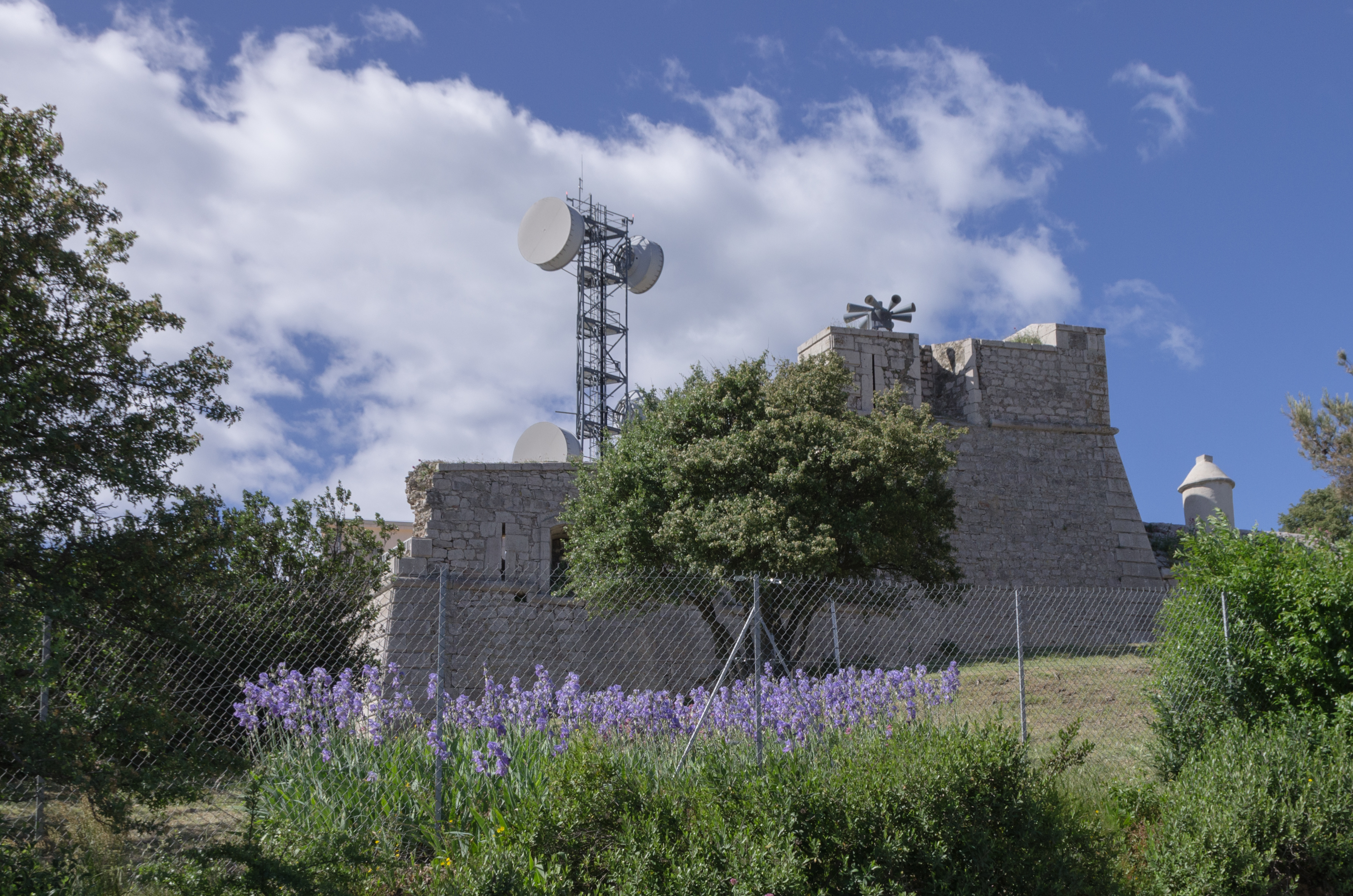
Partie arrière du fort Richelieu

Le fort Richelieu est composé de trois terrasses, disposées en ailerons. Le corps central, situé face à la mer, est composé d’une plateforme supportant la batterie d’artillerie principale. Les casernes sont localisées en arrière de cette batterie. 
Du côté du Mont Saint-Clair, un saillant en forme de demi-lune couvre les structures du fort avec un magasin à poudre.

### Environnement
Un jardin botanique d’un hectare a été aménagé au pied du fort Richelieu, en contrebas du chemin de Saint-Clair afin d'être ouvert au public pour le printemps 2020.

## Localisation
Ce fort est un des deux forts sétois (avec l'ancien fort Saint-Pierre transformé en théâtre, au pied de la corniche) situé dans le département de l'Hérault et la région Occitanie et dominant la ville et son port sur les pentes du Mont Saint-Clair entre l'étang de Thau et le golfe du Lion.

## Visites
Le fort Richelieu appartient à la Marine nationale et n’est ouvert au public que lors des Journées du Patrimoine. Son sémaphore a pu être exceptionnellement visité à l'occasion des 5e assises de Thau, organisées en octobre 2023.